# Nancy-Grace-Roman (télescope spatial)
Le télescope spatial Nancy-Grace-Roman (en anglais Nancy Grace Roman Space Telescope) est un télescope spatial infrarouge développé par l'agence spatiale américaine, la NASA. Également appelé télescope spatial Roman (Roman Space Telescope), il était anciennement nommé Wide Field Infrared Survey Telescope (WFIRST).
Le développement de Roman par l'agence spatiale a pour origine le rapport décennal de 2010 du Conseil national de la recherche des États-Unis qui donne la plus haute priorité à la réalisation d'un observatoire spatial chargé d'étudier l'énergie noire. Cette forme d'énergie, dont l'existence est découverte de manière indirecte en 1998, est une composante majeure de l'Univers mais sa nature relève de spéculations. Roman a également pour objectif d'effectuer un recensement statistique (masse et distance de leur étoile) des exoplanètes situées dans le bulbe galactique par l'observation des microlentilles gravitationnelles et d'identifier et de caractériser celles situées à proximité du système solaire à l'aide d'un coronographe. Le troisième objectif est de cartographier l'ensemble du ciel dans l'infrarouge.
Le télescope spatial Roman  dispose d'un miroir primaire de 2,4 mètres cédé par la NRO et est équipé de deux instruments : un imageur/spectrographe et un coronographe. Les observations sont effectuées en lumière visible et dans le proche infrarouge (0,48 à 2 micromètres). Pour remplir ses objectifs, le télescope spatial dispose d'une focale courte avec un champ de vue étendu. Ses instruments lui permettent de produire des images de la qualité du télescope Hubble en couvrant environ 100 fois plus de surface (0,281 degré carré). Le coronographe expérimental combine plusieurs techniques lui permettant de masquer une étoile 100 millions de fois plus brillante que les planètes qui gravitent autour d'elle.
Roman, dont le coût atteint 4,3 milliards de dollars américains, est entré dans une phase de développement actif en février 2016. Initialement attendu pour 2025, il doit être lancé en 2027 et placé en orbite autour du point de Lagrange L2 du système Terre-Soleil. Sa mission primaire a une durée de 5 ans et il emporte des consommables (ergols) garantissant son fonctionnement durant 10 ans.

## Contexte

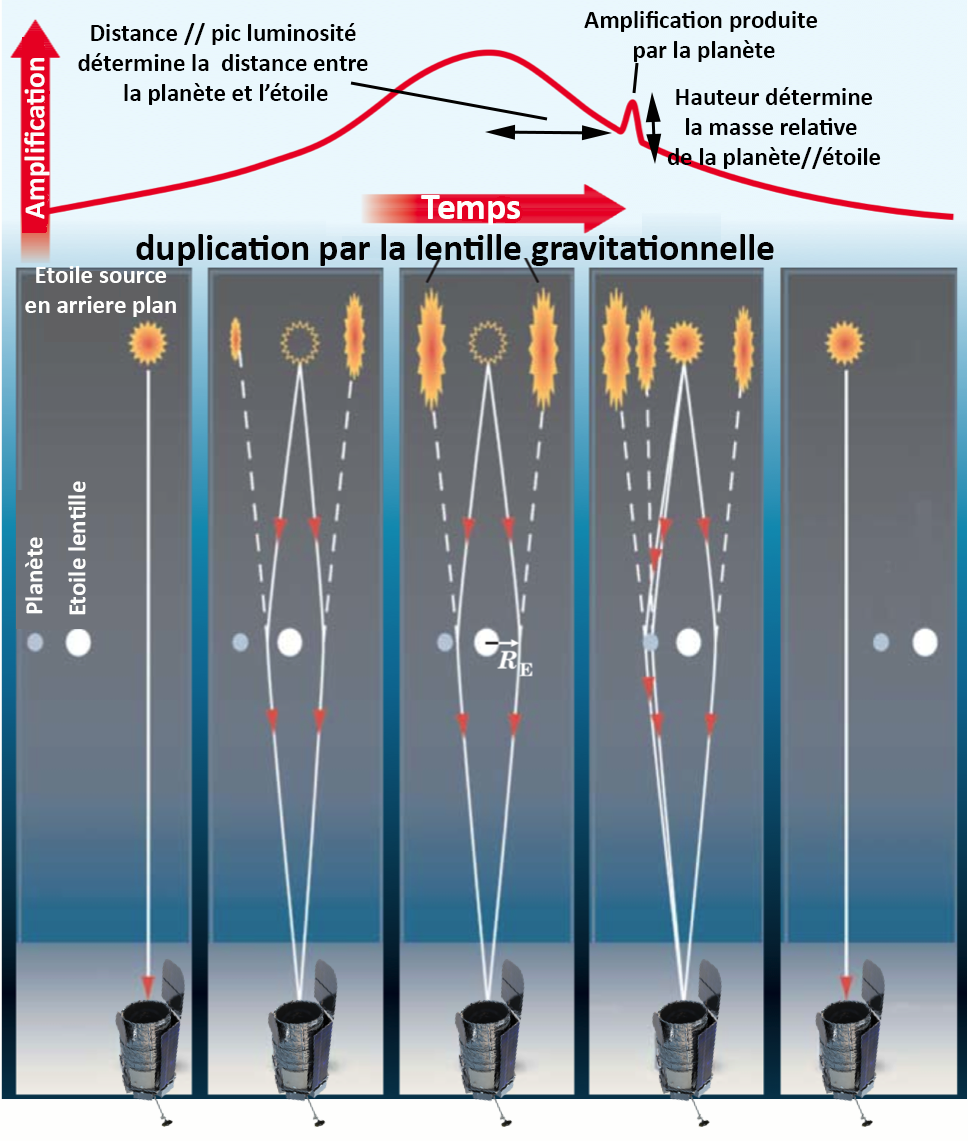
Schéma 1 : Principe de détection d'une planète par la méthode de la microlentille gravitationnelle : lorsqu'une planète et son étoile passent en avant-plan d'une source lumineuse (étoile, ou autre objet céleste), la magnitude apparente de cette source est amplifiée avec une évolution de l'amplification comportant deux pics correspondant respectivement au passage de l'étoile et de la planète en avant-plan. La distance entre la planète et son étoile est déterminée par le temps écoulé entre les deux pics tandis que la hauteur du pic lumineux de la planète par rapport à celui de l'étoile fournit le rapport de masse entre les deux corps célestes.

Roman résulte de la convergence de plusieurs projets d'observatoires spatiaux dont les objectifs étaient l'étude de l'énergie noire, la détection des exoplanètes par l'observation des microlentilles gravitationnelles et la cartographie du ciel dans l'infrarouge. En 2000 le projet de télescope spatial GEST (Galactic Exoplanet Survey Telescope), dont l'objectif est à la fois l'exploitation des microlentilles gravitationnelles et l'étude de l'énergie noire est proposé à la NASA mais n'est pas retenu. Ce projet est modifié au cours de la décennie suivante et devient MPF (Microlensing Planet Finder) qui est proposé au moment de l'élaboration du rapport décennal 2010 fixant les priorités dans le domaine de l'astronomie et de l'astrophysique pour la décennie suivante.
Peu après qu'il a découvert en 1998 l'énergie noire Saul Perlmutter (Prix Nobel de physique en 2011 pour cette réalisation), propose avec Michael Levi le développement de l'observatoire spatial SNAP (Supernova Acceleration Probe). L'étude de cette mission est réalisée au sein du Département de l'Énergie. Sa fusion avec une étude similaire menée au sein de la NASA débouche sur le projet JDEM (Joint Dark Energy Mission) qui est dirigé par Neil Gehrels du centre de vol spatial Goddard. La découverte de l'énergie noire entraîne de multiples propositions d'observatoires spatiaux au sein des centres de recherche américains : ADEPT (Advanced Dark Energy Physics Telescope) est proposé par une équipe de l'université Johns-Hopkins. Des chercheurs du National Optical Astronomy Observatory proposent Destiny (Dark Energy Space Telescope). JEDI (Joint Efficient Dark Energy Investigation) est proposé par un chercheur de l'université de l'Oklahoma. La NASA et l'Agence spatiale européenne (ESA) envisagent brièvement de fusionner leurs projets JDEM et Euclid (pour l'ESA) au sein de IDECS (International Dark Energy Cosmology Surveyor). Cette fusion n'aboutit pas, mais les deux agences décident de coopérer à leurs projets respectifs. La cartographie du ciel dans l'infrarouge, le troisième objectif de Roman, est l'objet du projet NIRSS (Near Infrared Sky Surveyor), proposé par Daniel Stern du Jet Propulsion Laboratory.

## Historique du projet Roman

### WFIRST: un projet identifié comme prioritaire par la communauté scientifique (2010)

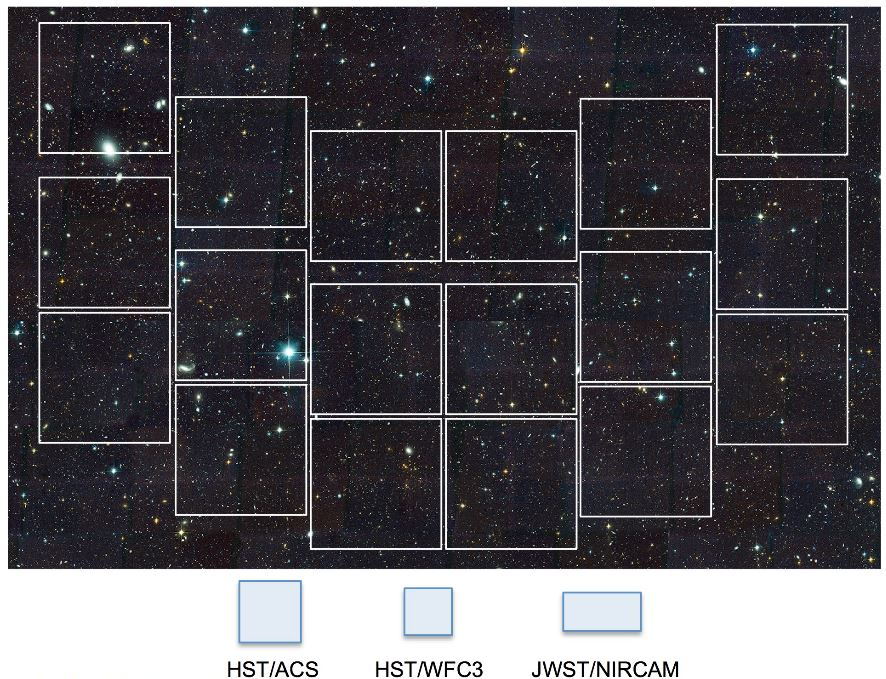
Le champ de vue de Roman (chaque rectangle correspond à l'image capturée par un des 18 détecteurs de l'instrument WFI) comparé à celui de Hubble et JWST figurés par les petits carrés situés sous la photo du ciel.

Les priorités dans le domaine de l'astronomie et de l'astrophysique sont définies tous les dix ans dans un rapport publié par le Conseil national de la recherche des États-Unis et rédigé par la communauté scientifique. Le rapport publié en 2010 et baptisé New Worlds, New Horizons (« Nouveaux mondes, nouveaux horizons »), fixe les priorités pour la décennie 2015-2025. Il recommande la fusion des objectifs des projets NIRSS, MPF, and JDEM au sein du projet WFIRST (Wide Field Infrared Survey Telescope c'est-à-dire télescope d'étude infrarouge grand champ) auquel est donnée la priorité la plus élevée. WFIRST doit étudier la nature de l'énergie sombre en utilisant trois techniques en parallèle : la mesure des oscillations acoustiques baryoniques, la mesure des distances des supernovae et l'étude des lentilles gravitationnelles faibles. L'objectif est de déterminer l'impact de l'énergie sombre sur l'évolution de l'Univers. Un autre objectif de WFIRST est l'étude des exoplanètes dans le bulbe central de notre galaxie à travers l'observation des lentilles gravitationnelles. Pour remplir ces objectifs le télescope envisagé disposera d'un miroir primaire de 1,5 mètre de diamètre avec un champ de vue étendu. Il peut observer le proche infrarouge et a une capacité de spectroscopie avec une résolution basse. Le cout du projet est évalué à 1,6 milliard US$ et la date de lancement projetée est 2020,. Une phase d'étude menée par six personnes débute au sein de la NASA. Le projet fait partie du programme Exoplanet Exploration (ExEP) qui comprend  également le télescope spatial Kepler et l'interféromètre LBTI du télescope terrestre Large Binocular Telescope.

### Cession à la NASA de l'optique des satellites de reconnaissance de la NRO (2012)
La conception initiale de WFIRST repose sur l'utilisation d'une optique dotée d'un miroir primaire de 1,1 à 1,5 mètre de diamètre. Mais en juin 2012 l'agence américaine National Reconnaissance Office (NRO) cède à la NASA, sans contrepartie financière, deux télescopes optiques d'une valeur unitaire de 250 millions US$. Ceux-ci ont été fabriqués par la société ITT/Exelis pour le projet de satellite de reconnaissance FIA-Optical arrêté en cours de développement. L'optique du satellite FIA-Optical, qui comprend un miroir primaire de 2,4 mètres de diamètre, est conçue pour fournir des images couvrant de grandes surfaces dans le but de compléter les images beaucoup plus détaillées produites par la famille de satellites de reconnaissance de la NRO KH-11 Kennen et Crystal qui sont en opération depuis 1976. Ce miroir de 2,4 mètres a une taille identique à celui du télescope Hubble, qui avait été également fourni par une source militaire. La cession ne porte que sur la partie optique : l'instrumentation scientifique ainsi que le bus (module de service) restent à concevoir et fabriquer par la NASA.

### Refonte du projet autour l'optique cédée par la NRO (2013-2015)
La NASA décide d'adapter son projet WFIRST, qui est rebaptisé temporairement WFIRST-AFTA (Astrophysics Focused Telescope Assets), afin d'utiliser un des deux ensembles optiques (la deuxième optique faute de moyens financiers ne sera pas utilisée par l'agence spatiale). Cette nouvelle configuration doit permettre de réduire le coût évalué à ce moment à 1,7 milliard $ tout en améliorant les performances de télescope spatial. Une étude détaillée d'architecture incorporant ce nouvel élément est publiée en mai 2013. Elle confirme l'intérêt de ces modifications et l'agence spatiale américaine décide l'adoption de l'optique cédée par la NRO. Mais l'utilisation du nouveau miroir augmente en fait considérablement le coût du projet. Par ailleurs l'optique cédée n'est pas optimisée pour l'observation dans l'infrarouge alors que ce rayonnement est essentiel pour l'étude des galaxies lointaines et donc de l'énergie sombre. Le télescope spatial ne devait disposer que d'une caméra équipée pour la spectroscopie. Pour compenser la réduction des performances dans l'infrarouge, la NASA décide d'ajouter un coronographe qui doit permettre d'étudier les exoplanètes. Initialement le télescope spatial est conçu pour être placé sur une orbite géosynchrone avec une inclinaison orbitale de 28,5°. Par rapport à une orbite autour du point de Lagrange L2, l'orbite géosynchrone présente plusieurs avantages. Le principal porte sur le volume de données transféré, un facteur très important pour WFIRST : sur une orbite géosynchrone, le télescope spatial survole toujours la même région de la Terre ce qui permet de transférer de manière continue des données. Autour du point de Lagrange L2, le transfert doit être effectué lors de vacations limitant le volume et imposant l'emport d'une mémoire de masse de très grande capacité. Le principal avantage de l'orbite autour du point de Lagrange L2, est la suppression des contraintes d'observation liées à la proximité de la Terre et de la Lune. L'étude de 2015 n'avance aucune préconisation mais, par la suite, l'orbite géosynchrone est abandonnée.
| Caractéristique     | IDRM                                     | AFTA                                                        |
| ------------------- | ---------------------------------------- | ----------------------------------------------------------- |
| Optique             | Miroir ∅ 1,3 m hors axe                  | Miroir ∅ 2,4 m dans l'axe                                   |
| Instruments         | Imageur WFI avec prisme 2 spectrographes | WFI avec grisme Spectrographe à champ intégral Coronographe |
| Spectre observé     | 0,6-2,0 micromètres                      | 0,6-2,0 micromètres                                         |
| Champ de vue        | 0,291 degré²                             | 0,281 degré²                                                |
| Résolution spatiale | 0,18 seconde d'arc                       | 0,11 seconde d'arc                                          |
| Pixels image        | 120 millions                             | 300 millions                                                |
| Orbite              | Point de Lagrange L2                     | Orbite géostationnaire                                      |

La NASA poursuit en 2014 la phase d'étude. Elle dispose, dans le budget proposé pour 2015, de fonds nécessaires pour poursuivre la conception du coronographe et des détecteurs des instruments mais qui ne lui permettent toutefois pas de lancer la construction du télescope spatial. Compte tenu de la durée de la phase de conception et de fabrication la mise en orbite du télescope n'est pas prévue avant le milieu de la décennie 2020 (évaluation 2014). Le projet entre officiellement dans une phase de développement le 18 février 2016.

### Dépassement budgétaires et tentatives d'annulation du projet (2017-2020)
Le développement du coronographe très sophistiqué, qui nécessite une phase de mise au point complexe, les adaptations nécessaires de l'optique et certaines options retenues par l'équipe de la NASA au fil de l'étude - télescope conçu pour une maintenance en cours de vie, possibilité d'associer un coronographe externe (starshade), choix hybride (interne/externe) des fournisseurs, sélection de deux centres pour le traitement des données, etc. -  les risques de dérapage se sont fortement accrus. Selon un rapport d'évaluation externe réalisé en octobre 2017, qui pointent ces dérives du projet, le coût du projet atteint désormais 3,9 milliards US$ soit près du double de l'enveloppe de 1,6 milliard US$ définie en 2010. Par ailleurs ce coût n'inclut pas la marge pour risque de 300 millions US$ qu'un projet de cette envergure devrait incorporer. Toutefois ce surcoût est attribué à hauteur de 1,1 milliard US$ à des causes normales (dont 0,7 milliard US$ pour l'inflation, 0,3 milliard US$ pour l'adaptation du projet au miroir de 2,4 m et 0,1 milliard US$). Les responsables de la NASA décident de plusieurs mesures pour réduire à la fois les coûts et les risques. La principale consiste à faire du coronographe un simple démonstrateur technologique, le CDTI (Coronograph Technology Demonstration Instrument). Un plafond de 3,2 milliards US$ est fixé au coût global du projet. Compte tenu des décisions prises, les responsables de la NASA décident en avril 2018 que le projet peut entrer en phase B (Conception préliminaire).
Les dépassements budgétaires récurrents de l'observatoire spatial infrarouge James-Webb, en cours de développement, ont fortement réduit les ressources financières de la division astrophysique de la NASA. Une première tentative d'annulation du télescope Roman a lieu lors de la préparation du budget 2019 de l'agence spatiale (voté en mars 2018) et elle est réitérée lors de la définition du budget 2020 (voté en mars 2019). Les deux propositions d'annulation suscitent une réaction vigoureuse de la communauté scientifique qui rappelle que le projet a été défini comme une priorité pour la décennie à venir. Dans les deux cas le Congrès américain vote les fonds permettant la poursuite du projet.

### Développement (2018-2027)
Le projet est géré par le Centre de vol spatial Goddard, établissement de la NASA chargé des observatoires spatiaux. Il est assisté par le  Jet Propulsion Laboratory. En janvier 2018 un contrat de 23 millions US$ est passé par la NASA avec la société Teledyne pour la fourniture de 72 détecteurs infrarouge qui analyseront la lumière collectée par l'instrument WFI. La NASA confie en mai 2018 à la société Ball Aerospace (devenu filiale de BAE Systems en 2023) le développement, les tests et le support opérationnel de la partie opto-mécanique de l'instrument principal WFI pour un montant de 113,2 millions US$. Début 2019, le projet dispose d'une marge de neuf mois par rapport à son objectif de lancement de 2025. Le 30 novembre 2018, la NASA confie à la société Harris (établissement de Rochester dans l'état de New York) la fourniture de l'optique (OTA) du télescope spatial pour un montant de 195,9 millions US$. Le 28 août 2019, le projet passe avec succès l'étape de la revue préliminaire de conception malgré les deux tentatives d'annulation de la présidence. Le confinement associé à l'épidémie de COVID-19 touche de plein fouet le coup et le planning du projet. Son cout total passe de 3,9 à 4,3 millions US$ et le lancement est repoussé d'octobre 2026 à mai 2027. En mai 2021 En juillet 2022 la NASA choisit le lanceur Falcon Heavy de la société SpaceX pour le lancement du télescope spatial. Le montant du contrat est de 255 millions US$.

### Télescope rebaptisé Nancy Grace Roman (2020)
Le télescope spatial prend en 2020 le nom de l'astrophysicienne américaine Nancy Grace Roman (1925-2018). Roman est la première femme à avoir mené un programme scientifique majeur au sein de l'agence spatiale américaine. Responsable du développement des premiers télescopes spatiaux de la NASA (Orbiting Solar Observatory) elle a également joué un rôle moteur dans le lancement du projet du télescope spatial Hubble en mobilisant la communauté des astronomes,.

### Un risque majeur: la saturation du réseau de communications  (2024)
Le fonctionnement du télescope Roman nécessite que les réseaux de stations terriennes soient en mesure de recevoir un volume de données sans précédent. Il est prévu que le télescope transmette chaque jour 1375 gigaoctets de données soit 20 fois plus que le James Webb (50 Go) et 100 fois plus que Hubble (2,7 Go). Pour parvenir à collecter ces données il est prévu des sessions de télécommunications s'appuyant sur quatre réseaux d'antennes : les réseaux de la NASA Deep Space Network (6 heures par jour) et Near Space Network (7 heures/jour), le réseau de l'Agence spatiale européenne ESTRACK (4 heures/jour) et la station terrienne Usuda de l'agence spatiale japonaise (4 heures par jour). Mais aucun de ces réseaux, dans sa configuration de 2024, ne dispose des capacités nécessaires, c'est pourquoi des travaux d'amélioration sont nécessaires. Le rapport du  projet par le service d'audit interne de la NASA  publié en juillet 2024 met en avant que les retards pris sur leur réalisation ou même leur programmation constituent désormais le principal obstacle à la réalisation des objectifs de la mission.

## Objectifs scientifiques
Les objectifs de la mission Roman  sont les suivants :

### Détermination de la nature de l'énergie sombre
L'Univers est en expansion et, du fait des forces de gravité, le taux de cette expansion devrait décroître, mais ce n'est pas constaté. Ce phénomène, découvert au début des années 1990 et qui apparemment s'oppose au ralentissement, a été baptisé « énergie sombre » (ou « noire »). L'énergie sombre représente les trois quarts de la masse/énergie de l'Univers. Au lancement du projet en 2014, comme en 2019, sa nature reste une des principales énigmes dans le domaine de la cosmologie. L'objectif principal de Roman est de tenter de répondre aux principales interrogations soulevées par l'énergie sombre : est ce que celle-ci varie dans le temps ? Est ce qu'elle nécessite une modification de la théorie de la relativité générale d'Einstein ou s'agit-il effectivement d'un nouveau type d'énergie ? Pour y répondre le télescope spatial va utiliser trois techniques pour déterminer le taux d'expansion de l'Univers à travers les âges et le taux d'accroissement des grandes structures (galaxies, groupes de galaxies). Ces méthodes sont :
- la spectrométrie d'une très grande quantité de galaxies situées aux latitudes célestes hautes est utilisée pour déterminer les changements dans le temps de la distribution des galaxies ce qui permet d'en déduire l'évolution de l'énergie sombre avec le temps. Ce recensement doit permettre de mesurer la croissance des grandes structures de l'Univers et ainsi tester la  théorie de la relativité générale d'Einstein ;
- la mesure des distances des  supernovae de type Ia qui servent de chandelles standard pour la détermination des distances absolues. Des portions de ciel seront surveillées pour découvrir de nouvelles supernovæ de ce type et mesurer les courbes de lumière et les spectres fournissant ainsi à la fois leur distance et leur décalage vers le rouge. Ces données en retour permettent de mesurer l'évolution dans le temps de l'énergie sombre et de recouper les résultats fournis par méthode précédente ;
- la détermination des formes et des distances d'un très grand nombre de galaxies et groupes de galaxies. La déformation de l'image des galaxies les plus lointaines permet de détecter les concentrations de masse situées entre l'instrument et les galaxies photographiées. En retour celles-ci permettent de déterminer la distribution dans les trois dimensions des masses de l'Univers. Ces données doivent permettre de mesurer l'évolution de la matière sombre dans le temps et fournir une mesure indépendante de la croissance des grandes structures de l'Univers.

### Recensement et étude des exoplanètes
Deux méthodes différentes sont utilisées pour détecter et caractériser les exoplanètes situées dans le voisinage du système solaire.
Roman  doit effectuer un recensement des exoplanètes situées dans le bulbe galactique  en exploitant le phénomène de lentille gravitationnelle faible. Celle-ci repose sur le fait que la lumière d'une étoile est magnifiée lorsqu'une étoile plus proche de l'observateur (télescope) passe devant elle du fait de la courbure du rayonnement émis sous l'effet de la gravité (cf. schéma 1). Si cette dernière étoile comporte un cortège de planètes, le passage de chacune d'entre elles devant l'étoile en arrière-plan entraîne également une amplification proportionnelle à sa masse. Cette technique permet de mesurer la masse et la distance à leur étoile de planètes de petite masse (à partir d'un dixième de la taille de la Terre) dans la mesure où elles se situent à plus de 0,5 unité astronomique de leur étoile. Le programme d'observation prévoit la surveillance de sept régions du bulbe galactique (sept fois le champ de vue du télescope soit environ 2 deg2). Des prises de vue seront prises sur plusieurs saisons durant chacune 72 jours avec une fréquence de 15 minutes choisie parce qu'elle permet de détecter avec la méthode des micro-lentilles une planète de la taille de Mars. Chaque région sera ainsi photographiée 2 800 fois par mois. Selon les modèles utilisés pour prédire le nombre de planètes, ce programme devrait permettre de découvrir chaque mois en moyenne 100 planètes tournant autour de leur étoile et 16 planètes vagabondes expulsées de leur système d'origine. Le ratio entre nombre de planètes vagabondes et celui des planètes en orbite autour de leur étoile pourrait avoir un impact important sur la modélisation de la formation des exoplanètes. Les observations effectuées devraient également permettre de détecter 70 000 planètes par la méthode des transits et 1 200 planètes par le biais d'éclipses secondaires.

Nombre de planètes détectables par les instruments de Roman
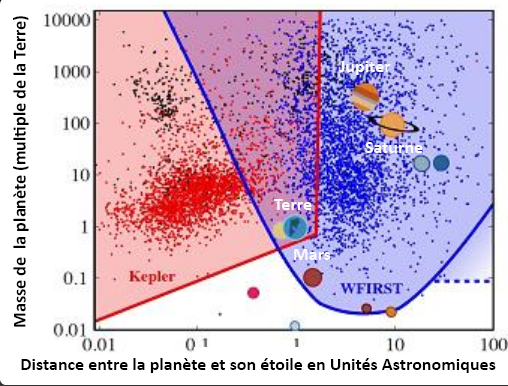
Schéma 2 : Planètes détectables à l'aide de la méthode de la micro-lentille gravitationnelle en fonction de leur distance moyenne à l'étoile parent (1 unité astronomique = distance Terre-Soleil) et de leur masse (en multiple de la Terre). Le domaine observable par Roman (en bleu) complète celui observable par Kepler (en rouge). Le nombre et la distribution des planètes observables figurant dans le schéma ont été déterminés via les observations de Kepler et les résultats d'une modélisation.
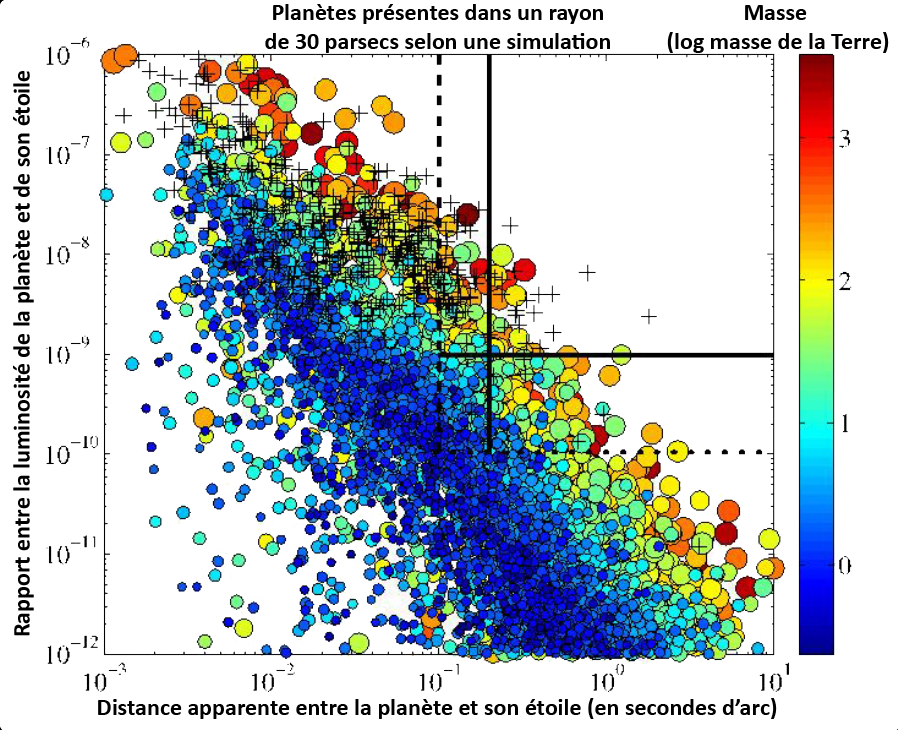
Schéma 3 : Planètes détectables par le coronographe de Roman dans un rayon de 30 parsecs. En abscisse la distance apparente entre la planète et son étoile en seconde d'arc, en ordonnée le rapport de luminosité entre la planète et son étoile. Les planètes représentées sur le schéma (taille, rapport de luminosité//étoile, distance//étoile) sont le résultat d'une simulation réalisée dans une sphère de 30 parsecs autour du système solaire. Les traits continus en haut à droite délimitent les planètes observables compte tenu des performances pour lesquelles le coronographe a été validé, les pointillés délimitent les planètes détectables si le coronographe atteint les performances espérées.

Le coronographe de Roman doit permettre d'obtenir une image directe et un spectre électromagnétique des planètes gravitant autour d'étoiles proches de notre système solaire. Le coronographe masque l'étoile autour de laquelle gravite la planète et permet de visualiser cette dernière sous réserve que le rapport de luminosité entre les deux astres (étoile/planète) n'excède pas un certain seuil et que la distance apparente entre la planète et son étoile soit suffisamment importante. À titre de référence, à une distance de 30 parsecs (98 années-lumière), la Terre se situe à 0,1 seconde d'arc du Soleil et a un rapport de luminosité de 10−10 avec celui-ci. La performance des coronographes terrestres actuels est comprise entre 107 et 108. Les missions flagship (à coût élevé) étudiées envisagent une performance de 1010. CGI est un démonstrateur technologie visant à atteindre des valeurs comprises entre 108 et 109 soit 20 à 100 fois plus importantes que les coronographes existants tout en pouvant collecter des longueurs d'onde plus courtes. Les performances prévues (qui sont meilleures que celles pour lesquelles l'instrument a été testé), sont de 109 avec une distance entre la planète et son étoile de 0,15 seconde d'arc. Ces performances seraient atteintes avec des étoiles brillantes (magnitude apparente = 5). Pour les étoiles moins brillantes, les performances attendues sont plus incertaines. Le coronographe doit être testé durant trois mois au cours des 18 premiers mois de la mission. Si les résultats sont satisfaisants des observations scientifiques pourront être conduites par la suite avec cet instrument.

### Cartographie des sources infrarouge situées dans la voie lactée
Roman doit permettre d'effectuer une étude systématique et détaillée (images et spectre électromagnétique) des sources d'infrarouge proche situées dans la Voie lactée ainsi que des objets célestes présents au tout début de l'univers. Cet objectif doit être rempli en exploitant les observations effectuées pour remplir les deux premiers objectifs complétés par des programmes d'étude consacrés à ce sujet.

### Observation des sources lumineuses de faible intensité
L'observation de sources lumineuses de faible intensité (notamment l'espace profond) nécessite d'effectuer des prises de vue avec de très longues poses qui nécessitent de monopoliser l'utilisation d'un télescope sur de longues périodes. Les performances de Roman sont bien meilleures que Hubble qui s'est pourtant illustré avec les meilleurs résultats produits dans ce domaine. La durée des campagnes d'observation menées par Hubble, comme COSMOS (2007), CANDELS-Wide (2011), 3-D HST (2016), FIGS (2017) et PHAT (2012), auraient été divisées par un facteur compris entre 125 et 1 475 si elles avaient été réalisées avec Roman en donnant les mêmes objectifs de sensibilité. Les campagnes d'observation de Roman devraient donc fournir 100 à 1 000 fois plus d'informations que celles de Hubble.

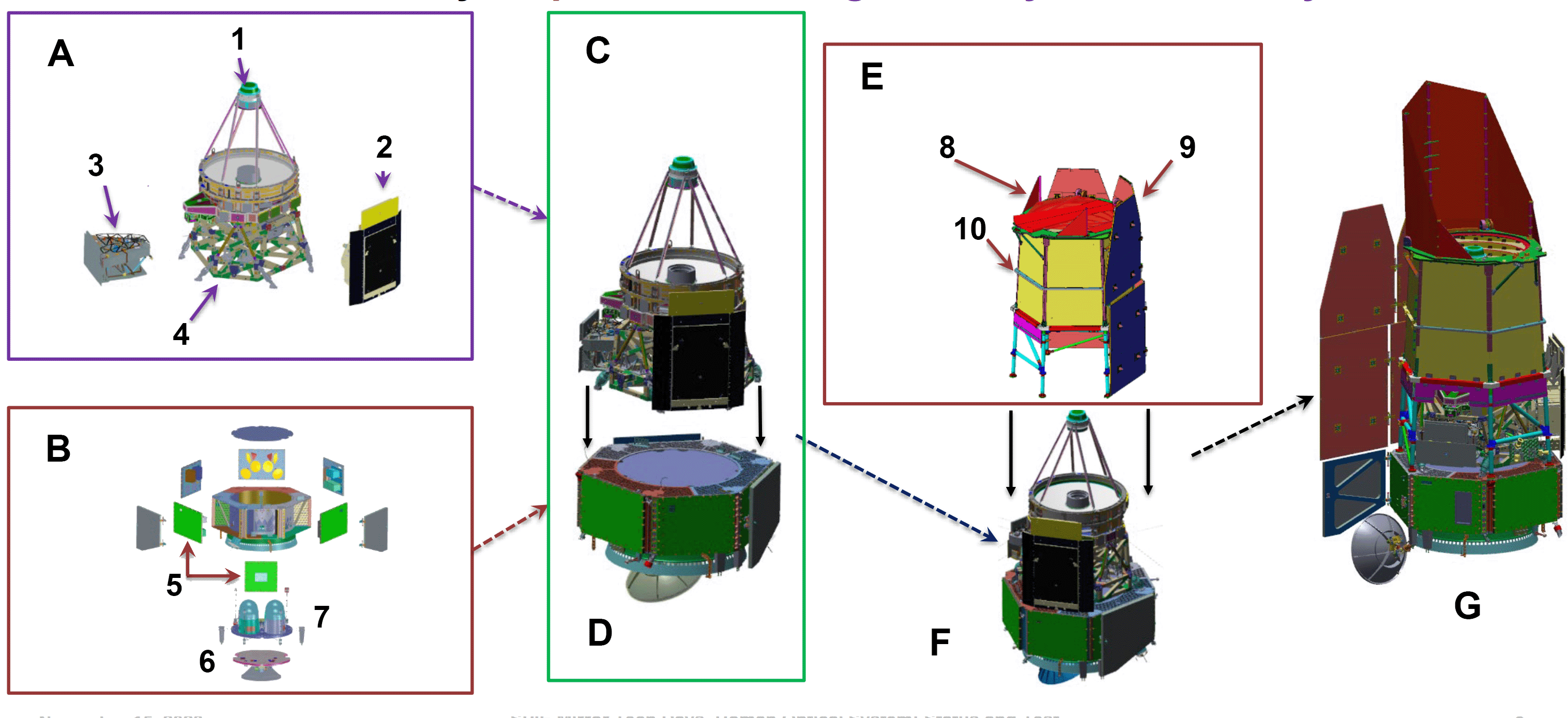
Schéma 4 : Composants du télescope spatial Roman : A Vue explosée de la charge utile - 1 Optique - 2 Caméra grand champ (WFI) - 3 Coronographe (CGI) - 4 Structure supportant la charge utile (IC) - B Vue explosée de la plateforme - 5 Panneaux de l'avionique - 6 Module de télécommunications - 7 Module de propulsion - C Charge utile assemblée - D Plateforme assemblée - E Composants externes - 8 Opercule du télescope - 9 Panneaux solaires/paresoleil - 10 Coque externe - F Bus et plateforme assemblées - G Télescope complet avec ses panneaux solaires et son pare soleil déployé..

## Caractéristiques techniques

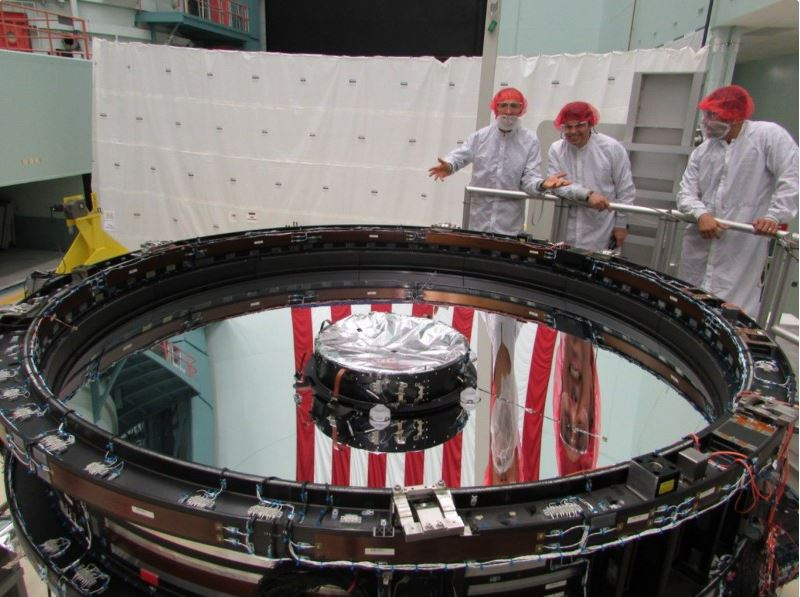
Le miroir primaire du télescope Roman.

### Caractéristiques générales
Les caractéristiques du projet ont fortement évolué au cours de la phase d'étude. Roman est un engin long de 12,7 mètres en orbite (avec le pare-soleil et la parabole déployés) et sa masse est environ 10,5 tonnes. L'énergie est fournie par des panneaux solaires qui produisent 4 500 Watts.  La propulsion est assurée par huit moteurs-fusées à ergols liquides de 22 newtons de poussée alimentés en hydrazine par simple détente. Roman emporte un peu plus de 100 kg d'ergols qui garantissent son fonctionnement durant au moins 10 ans. Il est stabilisé 3 axes et utilise des roues de réactions pour contrôler son orientation. La précision de pointage atteint 3 secondes d'arc. Une des caractéristiques principales du télescope spatial est le volume de données généré par les observations : 11 térabits de données sont générés quotidiennement par les instruments. Elles sont transmises vers les stations terrestres en bande Ka via une antenne parabolique grand gain orientable de 1,7 mètres de diamètre avec un débit de 290 mégabits par seconde,.

### Partie optique
L'optique de Roman est de type anastigmatique à trois miroirs. Il utilise un miroir primaire de 2,36 m de diamètre dont la fabrication s'est achevée en 2014. De taille similaire à celui de Hubble il ne pèse qu'un cinquième de son poids car la technologie a fortement progressé dans ce domaine. Sa sensibilité et sa résolution spatiale sont similaires à celles de Hubble mais son champ de vue est 100 fois plus étendu. Le champ de vue effectif est de 0,281 degré² (avec la lacune centrale 0,32 deg2). La longueur focale de l'ensemble de l'optique est de 7,9. Le rayonnement observé comprend la lumière visible et le proche infrarouge (0,45 à 2 micromètres). Un mécanisme permet de modifier la position du miroir secondaire avec 6 degrés de liberté pour ajuster son alignement en orbite et effectuer la mise au point fine,.
Le rayonnement lumineux collecté par le télescope est analysé par un imageur/spectroscope à grand champ WFI (Wide Field Instrument) et un coronographe CGI (Coronagraph Instrument).

### Spectroscope imageur WFI

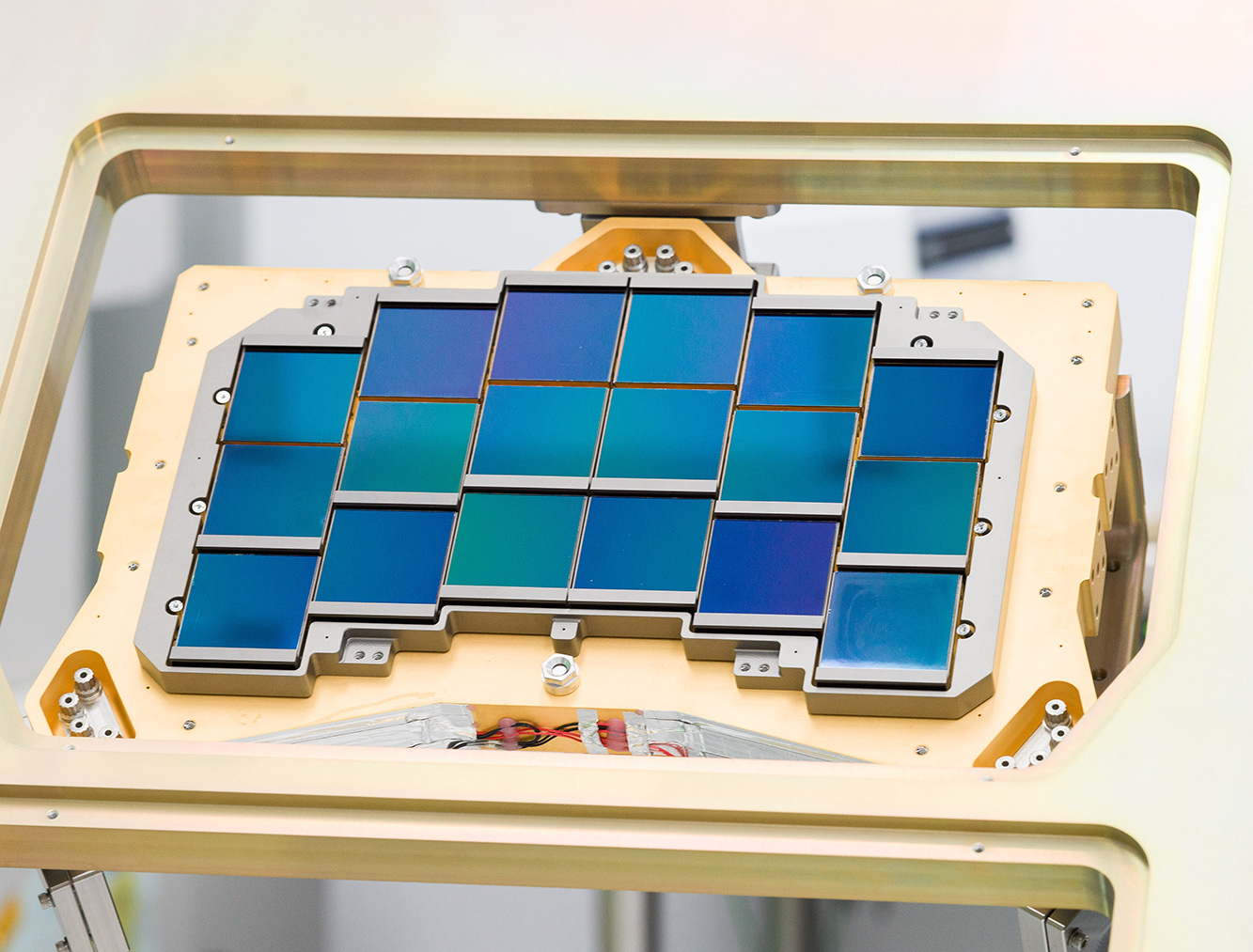
Les 18 détecteurs SGA de 16 mégapixels situé dans le plan focal de l'instrument WFI.

L'instrument WFI (Wide Field Instrument) est un spectrographe imageur qui comprend :
- une caméra grand angle qui couvre les longueurs d'onde comprises entre 0,76 et 2 micromètres. Le champ optique est de 0,281 deg2 et chaque pixel représente 0,11 seconde d'arc. L'image est fournie par 18 détecteurs SGA de 16 mégapixels réalisés en tellurure de mercure-cadmium par Teledyne. 7 filtres permettent de sélectionner une bande spectrale plus étroite (voir le tableau du paragraphe Programme d'observation) ;
- un spectroscope sans fente qui comprend deux canaux : le premier couvre les longueurs d'onde comprises entre 1 et 1,93 micromètre avec une résolution spectrale comprise entre 450 et 850, le second couvre les longueurs d'onde comprises entre 0,8 et 1,8 micromètre avec une résolution spectrale comprise entre 70 et 140. La lumière est dissociée par un prisme qui permet de faire de la spectroscopie multi-objets à basse résolution.

### Coronographe CGI
Le coronographe CGI (Coronagraph Instrument) est le premier instrument de ce type utilisant des masques optimisés par l'utilisation de techniques numériques. L'instrument qui est développé sous la supervision du Jet Propulsion Laboratory, dispose de trois modes d'observation :
- réalisation d'une image avec une large bande passante (546-604 nm) avec un coronographe de Lyot hybride avec un angle de travail interne de 0,15 seconde d'arc (distance minimale à laquelle la planète doit se trouver de son étoile pour être observable par l'instrument). À titre de référence, vue d'une distance de 10 parsecs, soit environ 33 années-lumière, la Terre se trouve à environ 0,1 seconde d'arc du Soleil donc n'est pas visible par le coronographe ;
- réalisation de spectres avec une résolution spectrale de 50 à l'aide d'un coronographe à pupille en forme sur la bande de fréquences 675-785 nm ;
- réalisation d'image des disques de débris à l'aide d'un coronographe à pupille en forme sur la bande de fréquences 784-866 nm ;

Les détecteurs du coronographe sont conçus pour permettre l'utilisation d'un coronographe externe (starshade) comme celui qui serait employé par le futur télescope HabEx (projet en cours d'évaluation).

Coronographe CGI
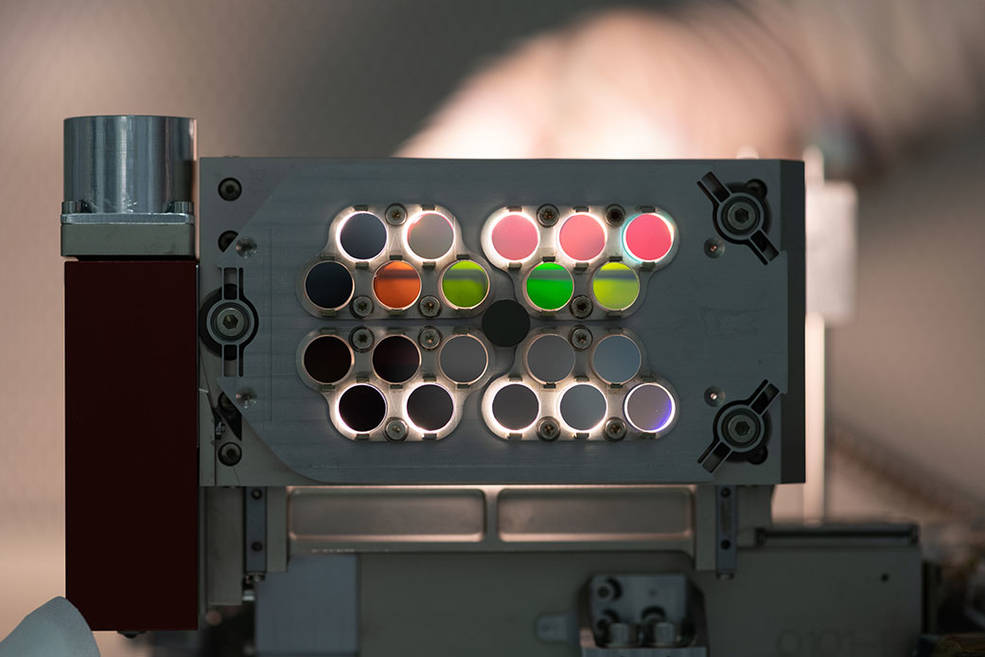
Filtres couleurs du coronographe.
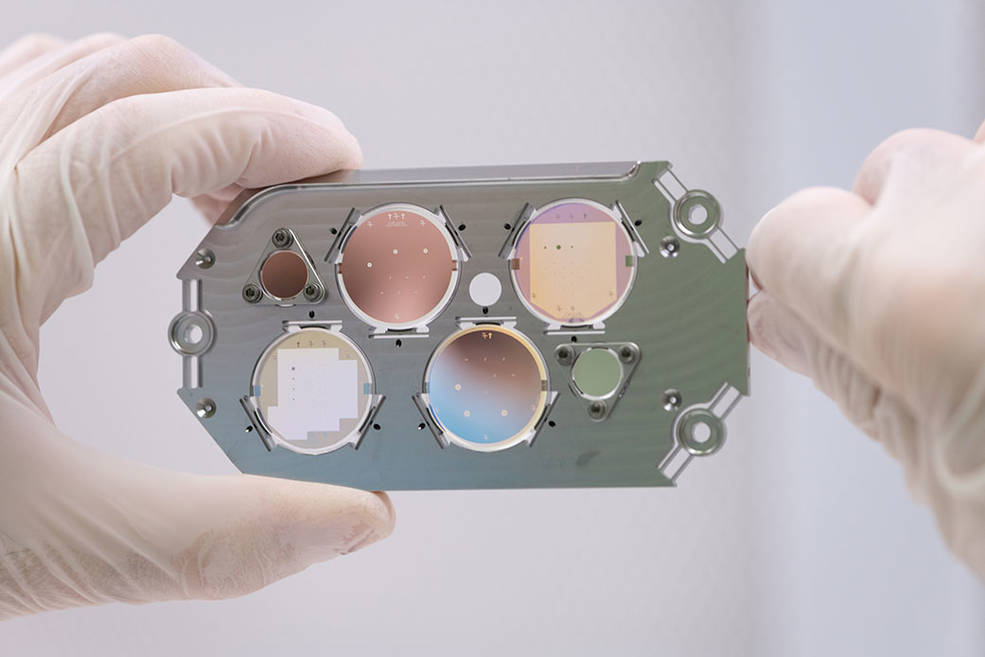
Masque du coronographe.

## Déroulement de la mission

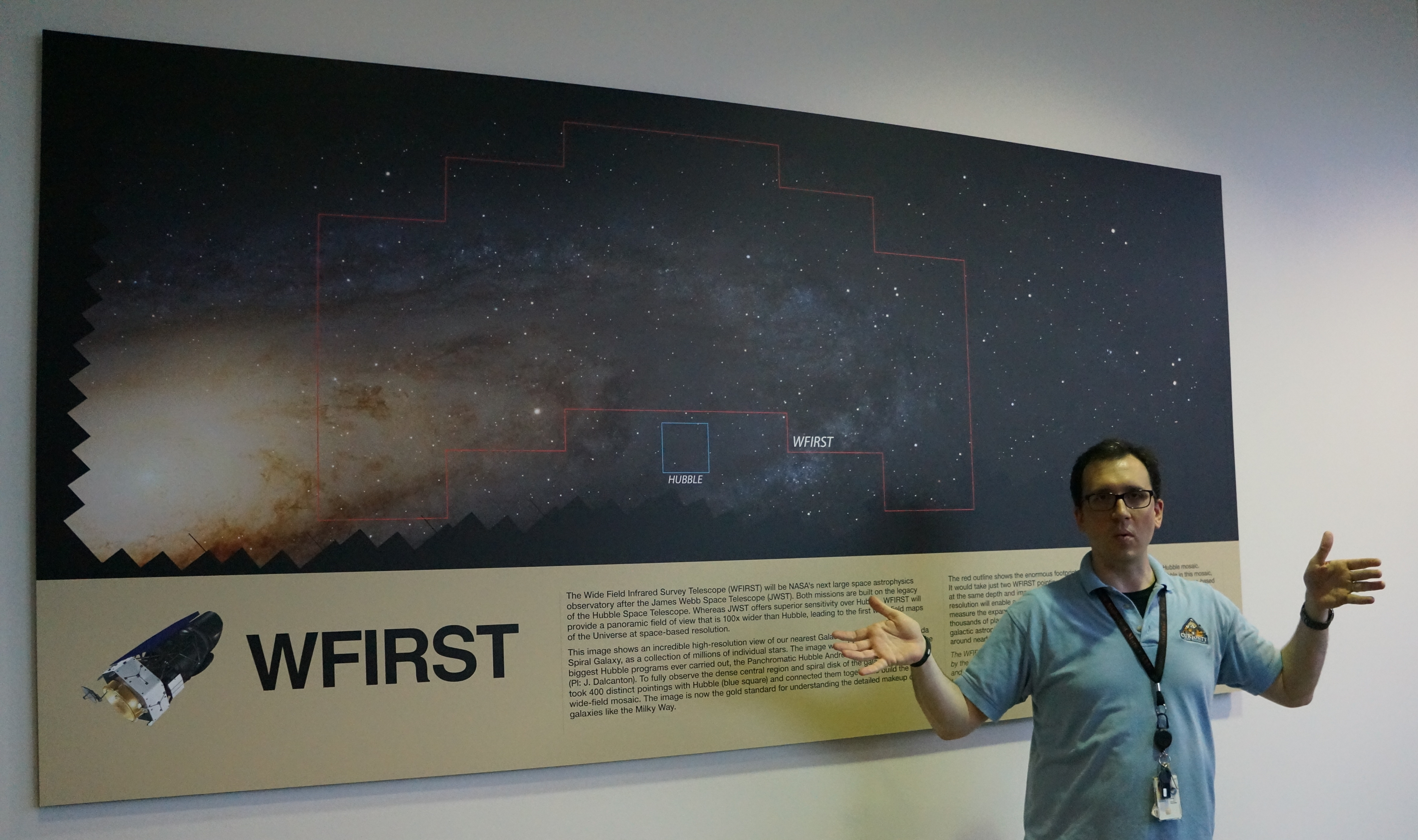
Dr Shawn Domagal-Goldman donnant une présentation concernant Roman.

Roman doit être placé en orbite par un lanceur de la classe de la Falcon Heavy ou New Glenn décollant depuis la base de lancement de Cape Canaveral. Il est prévu que la mission primaire ait une durée de 5 ans. Le télescope emporte des consommables (ergols) garantissant son fonctionnement durant 10 ans. Roman doit être placé sur une orbite de quasi halo autour du point de Lagrange L2 du système Terre-Soleil. Les différents équipements du télescope spatial sont conçus de manière à permettre sa maintenance par une mission spatiale robotique en cours de vie.

## Programme d'observation
Pour à la fois protéger l'optique du rayonnement solaire, maintenir sa température en dessous de la valeur nécessaire pour l'observation du rayonnement infrarouge et permettre aux panneaux solaires de fournir une énergie suffisante, le télescope est pointé dans une direction faisant un angle compris entre 54° et 126° par rapport à la direction du Soleil (0°) et le mouvement de roulis de Roman est limité à plus ou moins 15°. L'orientation du télescope dans la troisième direction est complètement libre.
Le programme d'observation durant la mission primaire de 5 ans est résumé dans le tableau suivant :
|                                        | Microlentilles gravitationnelles                   | Imagerie                               | Spectrographie                    | Observation des supernovae                                                         |
| -------------------------------------- | -------------------------------------------------- | -------------------------------------- | --------------------------------- | ---------------------------------------------------------------------------------- |
| Bande spectrale                        | Z, W                                               | Y, J, H, F184                          | 1,35 - 1,95 µm (R = 461 λ)        | Large : Y, J moyen : J, H profond : J, H                                           |
| Portion du ciel observée (degré carré) | 2,81 deg2                                          | 2 000 deg2                             | 2 000 deg2                        | Large : 27,44 deg2 moyen : 8,96 deg2 profond : 5,04 deg2                           |
| Magnitude maximale observable          | -                                                  | Y = 25,6 J = 26,7 H = 26,5 F184 = 25,8 | 0,5 × 10−16 erg s−1 cm2 à 1,65 μm | Large : Y = 27,1, J = 27,5 moyen : J = 27,6, H = 28,1 profond : J = 29,4, H = 29,4 |
| Durée des observations                 | 6 × 72 jours                                       | 1,3 an                                 | 0,6 an                            | 0,5 an (avec un intervalle de 2 ans)                                               |
| Fréquence de revisite                  | W : toutes les 15 minutes Z : toutes les 12 heures | -                                      | -                                 | tous les 5 jours                                                                   |
| 1.                                     |                                                    |                                        |                                   |                                                                                    |

Durant la mission primaire, environ 25 % du temps d'observation sera réservé à des propositions de scientifiques extérieurs au projet. Celles-ci seront sélectionnées par un comité scientifique. Au-delà de la mission primaire, l'ensemble du temps d'observation sera rendu disponible.

## Segment terrestre
Les équipements au sol utilisés durant la mission Roman comprennent deux stations terriennes - White Sands dans l'hémisphère nord et une station à désigner dans l'hémisphère sud - qui sont chargées de recueillir les données envoyées quotidiennement par Roman . Ces données sont ensuite traitées et distribuées par deux centres rattachés à la NASA : le STScI, connu notamment parce qu'il traite et distribue les données du télescope Hubble, et l'IPAC qui est un centre spécialisé dans le traitement des données fournies par les télescopes fonctionnant dans l'infrarouge.